# Нейротеология
Нейротеоло́гия (англ. neurotheology), нейронаука религии (англ. neuroscience of religion), духовная нейронаука (англ. spiritual neuroscience) — популярное название дисциплины в нейронауке на стыке нейрофизиологии и нейропсихологии, занимающейся исследованиями религиозного опыта.
Слово «нейротеология» было придумано О. Хаксли и использовано им впервые в романе «Остров», опубликованном в 1962 году. В научный оборот термин был введён в 1984 году Джеймсом Эшбруком.
По мнению одного из основоположников направления Эндрю Ньюберга, понятие «нейротеология» следует трактовать шире — как зарождающуюся междисциплинарную область исследований на пересечении религии и теологии с когнитивными нейронауками, которая включает в себя философию, теологию, религиозные практики, религиоведение, когнитивную психологию, нейробиологию, психологию и антропологию.
В этой трактовке нейротеология вызывает серьёзную критику как со светско-философской, так и с религиозной сторон.

## История термина
Слово «нейротеология» (англ. neurotheology) придумал писатель Олдос Хаксли (Aldous Huxley) в 1962 году в романе «Остров» (Island):

‘That’s a question for a neuro-theologian.’ ‘Meaning what?’, He asked. ‘Somebody who thinks about people in terms, simultaneously, of the Clear light of the Void and the vegetative nervous system …’— Kyriacou, 2018, Introduction
Первое упоминание термина в научной литературе встречается в работе Джеймса Эшбрука (англ. James Ashbrook), вышедшей в 1984 году.
В академической науке нейротеологией называют направление нейробиологии, предметом изучения которого являются неврологические основы мистического опыта и религиозности людей, в том числе истоки религиозности в человеческой психике. Нейротеология использует методы нейрофизиологии и нейропсихологии.
Профессор интегративной медицины Эндрю Ньюберг (англ. Andrew B. Newberg) в 2005 году описал в своей «Энциклопедии религии» (Encyclopedia of Religion) понятие «нейротеология» как термин, обозначающий развивающуюся междисциплинарную область исследований, объединяющую когнитивные нейронауки с религией и теологией. В его определении нейротеология мультидисциплинарна по своей природе и объединяет в своём поле зрения теологию, религиоведение, религиозный опыт, философию, когнитивные науки, нейробиологию, психологию и антропологию, и между ними всеми происходит обмен идеями.

## Научное содержание дисциплины
Нейротеология имеет дело с нейрологическими коррелятами религиозных переживаний, концентрируясь на их мистической форме, рассматриваемой в традиции, восходящей к Уильяму Джемсу, как базис религий. Методы исследований включают в себя различные формы функционального нейрокартирования, то есть получения изображения, показывающего активность различных частей головного мозга непосредственно в процессе переживания: однофотонная эмиссионная компьютерная томография, позитронно-эмиссионная томография и функциональная магнитно-резонансная томография.
В рамках нейротеологии исследователи определили несколько зон мозга, ассоциированных с разными проявлениями мистического опыта. Изменения или активность в них происходят в то время, когда испытуемые совершают медитации, молятся, совершают ритуалы; а поражения этих областей мозга в результате болезни вызывают мистические переживания.
Существует несколько нейрофизиологических моделей мистического опыта различной степени разработанности. Возможно, что это связано с разнообразием его форм в различных религиях.